# Farm salátaöntet
A farm (Ranch) salátaöntet egy íróból, majonézből, fokhagymából, hagymából, mustárból és fűszerekből készített salátaöntet. A jellemző fűszerei a metélőhagyma, a petrezselyem, a kapor, a fekete bors, a pirospaprika és a mustármag. Az írót és a majonézt lehet tejföllel és joghurttal is helyettesíteni.
A farm salátaöntet rendkívül népszerű Amerikában és Kanadában, míg a világ többi részén majdhogynem ismeretlen.

## Történelme
Az öntet receptjét Steve Henson alkotta meg az 1950-es évek elején. Pár évvel később, feleségével Gayle-lel, megvásárolták a Sweetwater farmot, melyet panzióvá alakítottak, és Hidden Valley Ranch néven megnyitottak a Szent Márk-hágónál, Santa Barbarában, Kaliforniában. Az öntetet itt szolgálták fel először a vendégek számára, melynek népszerűsége gyorsan nőtt, és a vendégek is gyakran kértek belőle elvitelre is. Ahogy terjedt a híre az új öntetnek, úgy nőtt a kereslet, míg meg nem alapították a Hidden Valley Ranch Food Products Inc. nevű vállalatot, melynek a gyárában beindult az öntet gyártása. Az első időkben csak a délnyugati államok üzleteiben terítették a farm salátaöntetet, majd később már országszerte. 1972 októberében a Cloroxfelvásárolta a Hidden Valley Ranch márkát 8 millió dollárért, és ezzel kezdetét vette a nagyüzem.

## Így fogyasztják
| Energia 116 kcal 484 kJ |      |
| Szénhidrátok | 7 g  |
| - Cukrok 2.5 g |      |
| Zsír | 51 g |
| Fehérje | 1 g  |
| B12-vitamin 0.3 μg | 13%  |
| C-vitamin 3.4 mg | 4%   |
| D-vitamin 4 NE | 1%   |
| Kalcium 31 mg | 3%   |
| Vas 0.6 mg | 5%   |
| Magnézium 5 mg | 1%   |
| Kálium 62 mg | 1%   |
| Nátrium 1094 mg | 73%  |
| A százalékos értékek az amerikai felnőttek számára javasolt napi mennyiségre (RDA) vonatkoznak. Forrás: USDA tápanyag adatbázis |      |

A farm salátaöntet közkedvelt mártogatós szósz például zöldségek ízesítésére, mint brokkoli, répa vagy zeller, de épp olyan jó chipshez, hasábburgonyához és csirkeszárnyakhoz is. Kitűnően passzol a frissen sült ételekhez, mint a rántott gomba, a rántott cukkini, a rántott uborka, a jalapeno poppers, a hagymakarikák és az omlós csirkefalatok. Nem utolsósorban, természetes hogy a pizza, a sült krumpli, a taco, a kisperec és a hamburger sem nélkülözheti ezt az ízvilágot.

## Lásd még
- Recept

## Fordítás
- Ez a szócikk részben vagy egészben  a   Ranch dressing című angol Wikipédia-szócikk ezen változatának fordításán alapul.  Az eredeti cikk szerkesztőit annak laptörténete sorolja fel. Ez a jelzés csupán a megfogalmazás eredetét és a szerzői jogokat jelzi, nem szolgál a cikkben szereplő információk forrásmegjelöléseként.